# Бернард Ґренфелл
Бернард Ґренфелл (англ. Bernard Pyne Grenfell, лат. Bernardus Pyne Grenfell, 16 грудня 1869, Бірмінгем — 18 травня 1926, Оксфорд) — британський єгиптолог і папіролог.

## Біографія
До його народження його батько працював асистентом підрозділу античного антикваріату Британського музею, а його мати згодом займалася дослідженням скарабеїв.
Освіту здобув у Королівському коледжі в місті Оксфорді.
Відомий насамперед як відкривач численних папірусів, серед яких Оксіринхські папіруси. Археологічні розкопки в Єгипті провадив разом з Артуром Гантом. Серед найважливіших знахідок Ґренфелла — деякі з найдавніших списків Нового Заповіту та Септуагінти, а також невідомі твори класичних античних авторів.
Від 1905 р. — член Британської академії. Член Баварської академії наук.
З 1908 року був професором папірології Оксфордського університету.

## Праці
- (англ.)у співавторстві з Артуром Гантом: Sayings of Our Lord from an early Greek Papyrus (Egypt Exploration Fund; 1897)
- (англ.)у співавторстві з Артуром Гантом і Девідом Гоґартом: Fayûm Towns and Their Papyri (London, 1900)